# Sinaloa
Sinaloa, oficiálně Estado Libre y Soberano de Sinaloa (do češtiny volně přeloženo jako Svobodný a suverénní stát Sinaloa) je jeden ze 31 států, které spolu s jedním federálním distriktem tvoří federativní republiku Mexiko. Na severu sousedí se Sonorou a Chihuahuou, na jihu s Nayaritem, na východě s Durangem a na západě přes Kalifornský záliv s Baja California Sur.
Hlavním městem je Culiacán, v jehož aglomeraci žije zhruba třetina obyvatel státu. Na území Sinaloy leží přístavní města Mazatlán a Topolobampo, střediskem severní Sinaloy je Los Mochis. Podél pacifického pobřeží se táhne úrodná nížina, ve východní části státu se nachází pohoří Sierra Madre Occidental, dosahující výšky až 2 815 m n. m. Nejdůležitějšími řekami jsou Río Fuerte a Sinaloa. Podnebí je horké a suché. Ekonomika je založena na rybolovu a zemědělství. Sinaloa je nazývána „obilnicí Mexika“ a proslula produkcí rajčat, která se vyvážejí i do USA. Pěstuje se zde rovněž kukuřice setá, pšenice setá, sója luštinatá, podzemnice olejná a bavlník. V místních suchých lesích rostou březule, využívané v lidovém léčitelství.
Po původních obyvatelích se zachovaly skalní kresby v lokalitě Las Labradas. Roku 1531 oblast dobyli Španělé, které vedl Nuño de Guzmán, a připojili ji k Nové Galicii. Po vyhlášení mexické nezávislosti byla součástí Estado de Occidente a v roce 1830 se stala plnohodnotným státem. Stát je pojmenován podle místního výrazu pro ovoce pitahaya. Vznikl zde hudební styl banda sinaloense a v Mazatlánu se narodil zpěvák a herec Pedro Infante. Typickým zdejším jídlem je aguachile z mořských plodů. V nejvyšší mexické fotbalové soutěži hraje klub Mazatlán FC.